# Dipartimento di Dar Tama
Il dipartimento di Dar Tama è un dipartimento del Ciad facente parte della provincia di Wadi Fira. Il capoluogo è Guéréda.

## Comuni
Il dipartimento comprende i seguenti comuni:
- Guéréda
- Kolonga
- Serim Birke